# Diepholzer Maschinenfabrik Fritz Schöttler

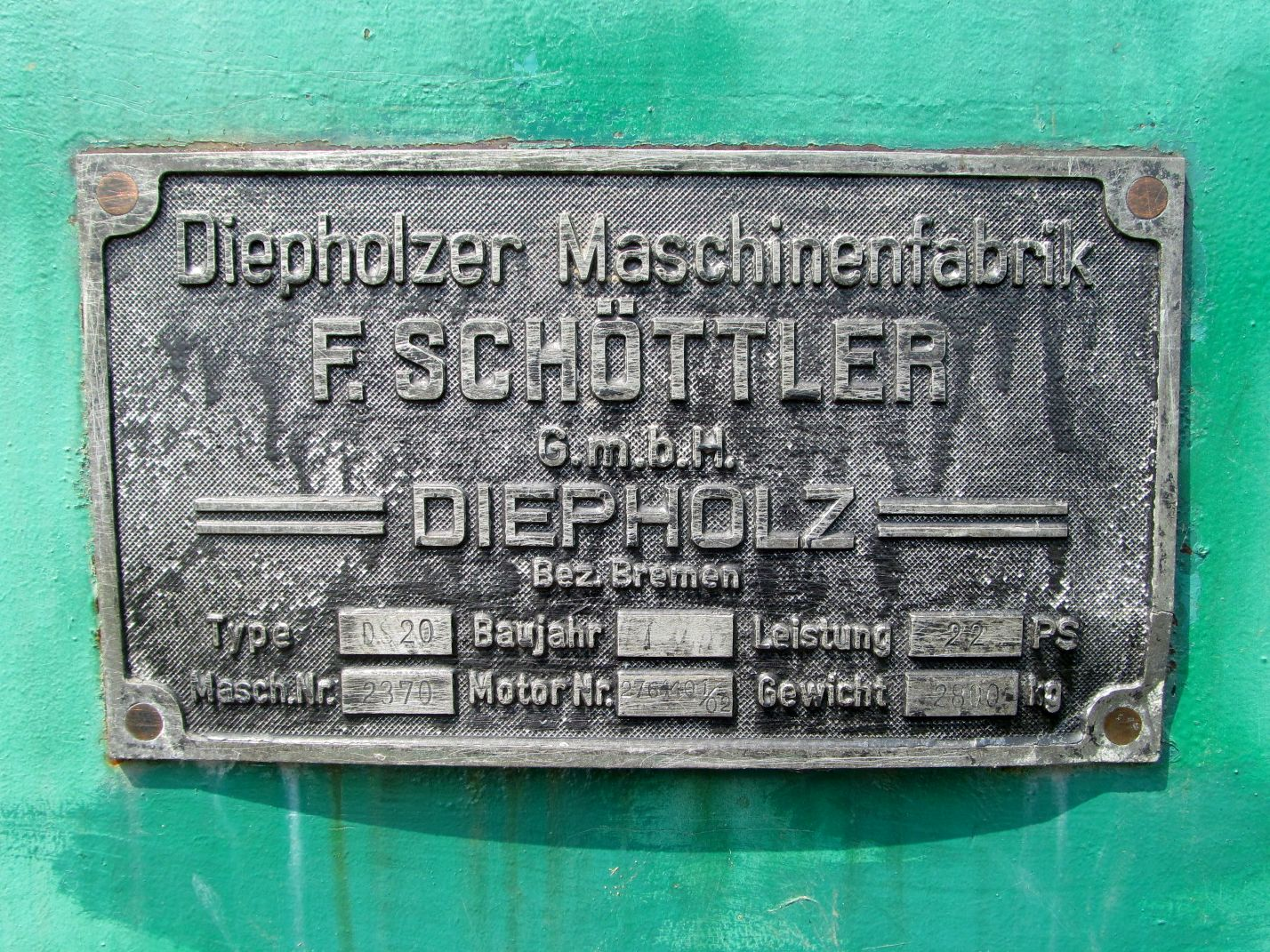
Typenschild einer DIEMA-Lok

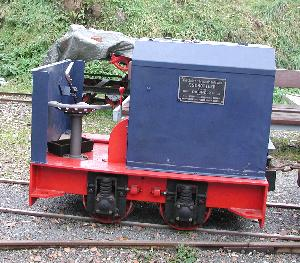
DIEMA Feldbahnlok DL 6, Bj. 1957

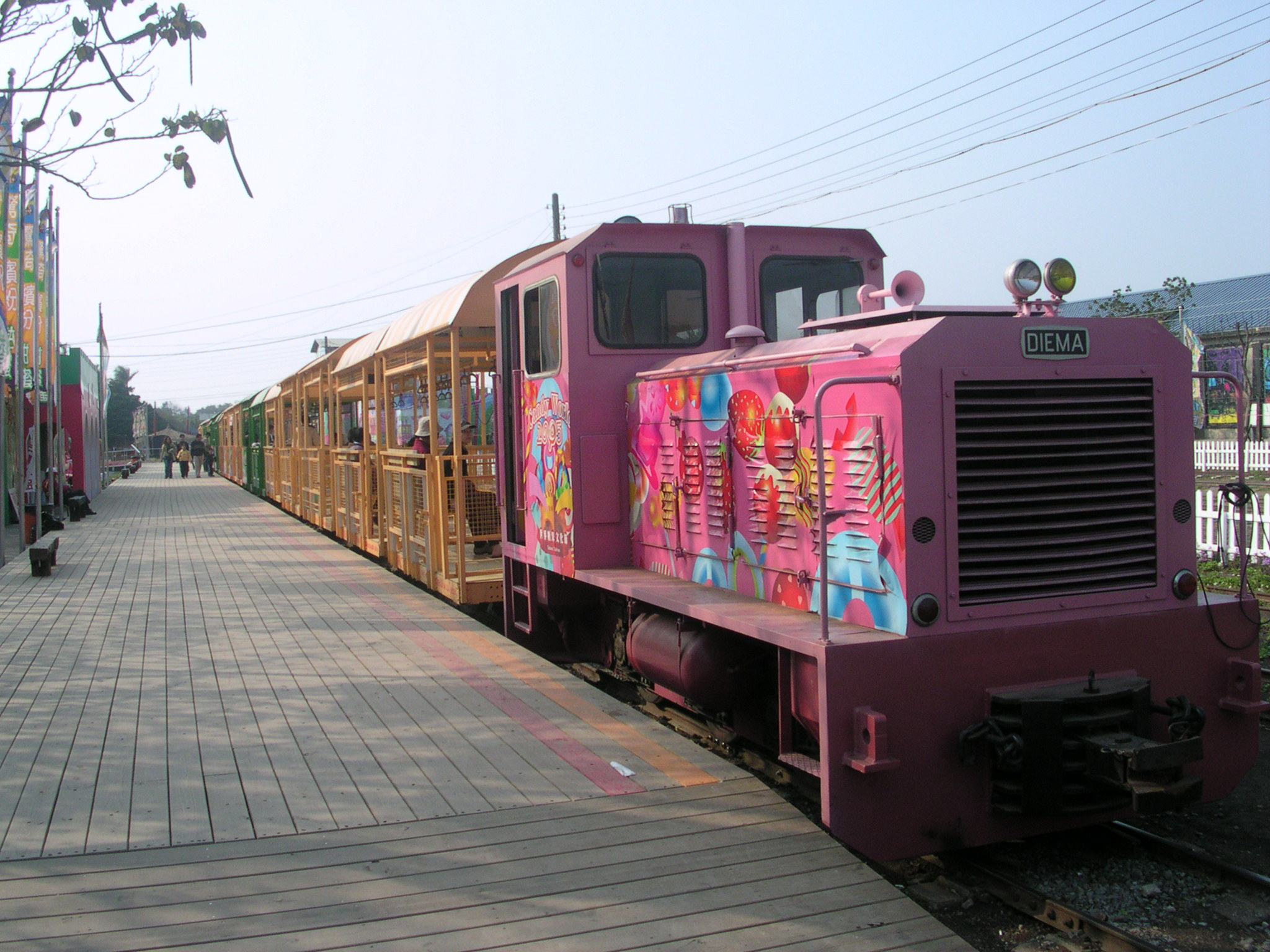
DIEMA-Lokomotive auf dem Gelände der ehemaligen Zuckerfabrik in Jiali (Taiwan)

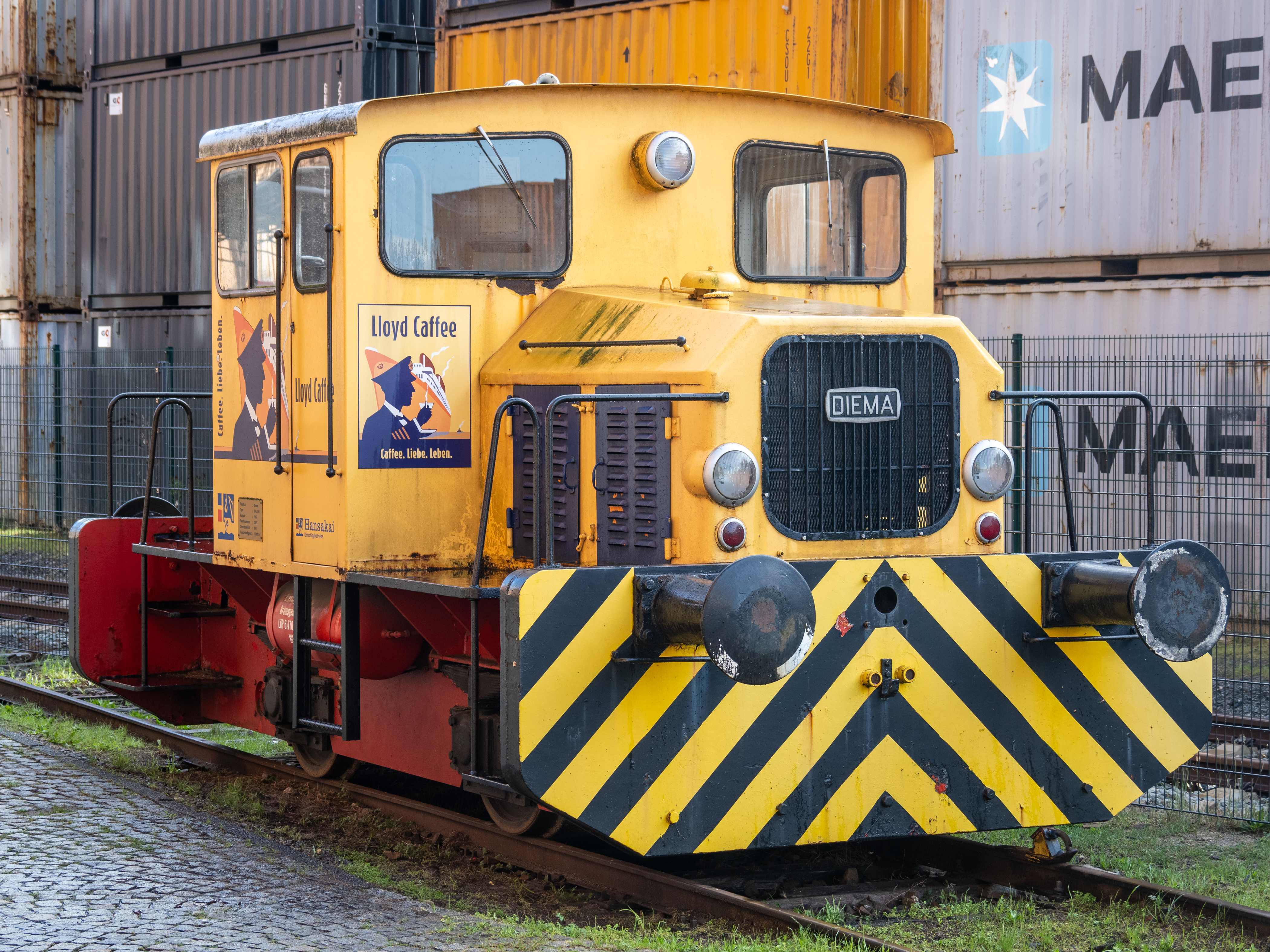
DIEMA DVL-150 Rangierlok (Baujahr 1967) im Bremer Hafen

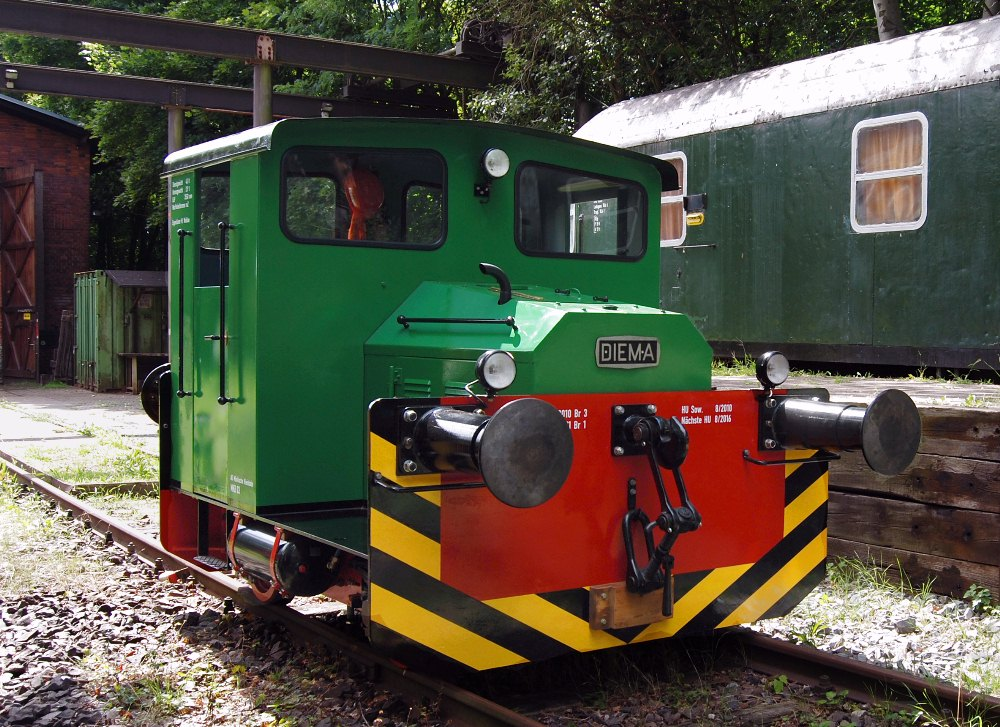
Lokomotive MKB 03 im Bf. Schönow

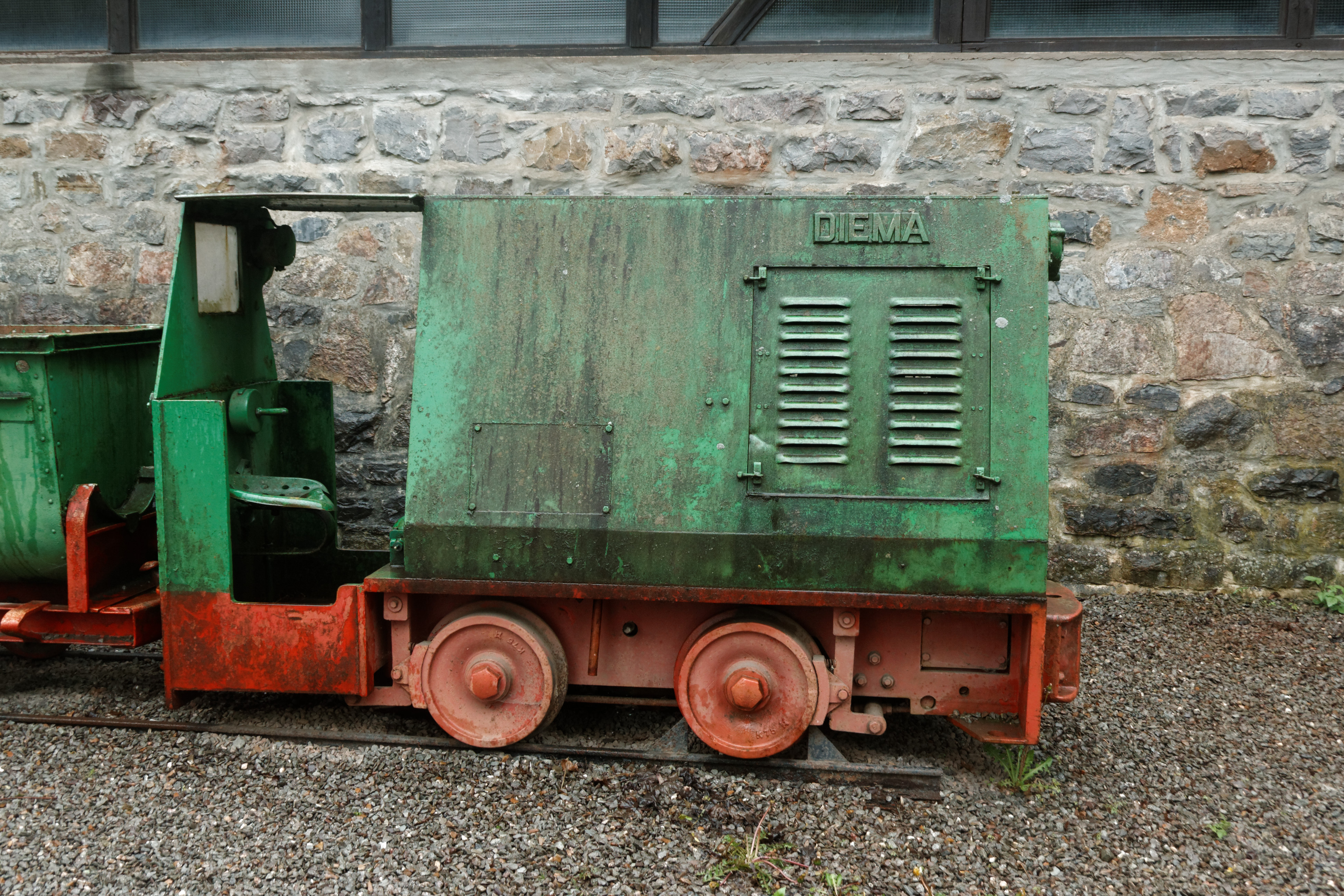
Grubenlokomotive

Die Diepholzer Maschinenfabrik Fritz Schöttler GmbH, kurz DIEMA, war eine deutsche Maschinenfabrik mit Sitz in Diepholz. Wichtigster Produktionszweig war der Lokomotivbau. Speziell wurden mit Dieselmotor oder Akkumulatoren ausgestattete Kleinlokomotiven für schmalspurige Feld-, Torf- und Grubenbahnen sowie normalspurige Rangierlokomotiven hergestellt.

## Geschichte
In der Anfangszeit der 1879 gegründeten Diepholzer Maschinenfabrik wurden überwiegend landwirtschaftliche Maschinen repariert, später unterschiedliche Kleinmaschinen und Antriebe für Mühlen hergestellt. 1913 übergab der Unternehmensgründer das Unternehmen an seine drei Söhne Fritz, Christoph und Heinrich, die es in eine OHG umwandelten. Heinrich, ein gelernter Elektroingenieur, gründete bald darauf ein eigenes Unternehmen. 1924 begann die Produktion von Feldbahnlokomotiven, der Unternehmensname (Firma) wurde in Diepholzer Maschinenfabrik Fritz Schöttler geändert. Ein Rückgang der Nachfrage nach Feldbahnen konnte zum Teil mit steigenden Exporten ins Ausland und neuen Produktionszweigen kompensiert werden, dennoch musste DIEMA 1993 Konkurs anmelden.
Christoph Schöttler verließ 1929 aufgrund von Meinungsverschiedenheiten den Familienbetrieb, um im selben Ort die Christoph Schöttler Maschinenfabrik GmbH (SCHÖMA) zu gründen.

## Lieferprogramm
Von 1960 bis 1964 lieferte DIEMA insgesamt 18 Lokomotiven vom Typ DS 90 und 2 DS 60 an die Bundesmarine für die Schmalspurbahnen in den Marinemunitionsdepots Aurich, Schweinebrück und Laboe. Eine DS 90 sowie zwei DS 60 befinden sich in der Sammlung der Muttenthalbahn in Witten-Bommern. Diese sind dort im Museumsbetrieb noch im Einsatz. Die AG Märkische Kleinbahn in Berlin unterhält eine betriebsfähige DVL 15/1 (Fabr.-Nr. 2935). Die Moorbahn Ahlenmoor betreibt die drei Loks DS 14 (Fabr.-Nr. 2033), DS 20 (Fabr.-Nr. 2575) sowie DL 6 (Fabr.-Nr. 2040) heute als Ausflugsbahn.  Die Lok vom Typ DS 20 (Fabr.-Nr. 2575) wurde 1962 bis 1986 vom niedersächsische Hafenamt Cuxhaven und später dem Hamburger Amt für Strom und Hafenbau auf der Insel Neuwerk als Materialbahn eingesetzt. Zwei Loks der DS40/1 sind in Bangkok am Demokratiedenkmal ausgestellt. Eine davon mit der Masch.Nr.: 2887, Motor Nr.: 4560114 Gewicht: 6.500 kg und einer Leistung von 45 PS. Die Zillertalbahn betreibt seit 2013 unter den Nummern D 1 und D 2 zwei DFL 150 (Baujahr 1990), die zuvor bei Holcim in Brunnen SZ im Einsatz waren. Auf der Killesbergbahn Stuttgart verkehrt seit 1992 die Diesellok „Schwoabapfeil“. Sie wurde unter der Fabriknummer 5198 gebaut.